# Saison 2014-2015 du Gazélec Football Club Ajaccio
Chronologie
Saison précédente Saison suivante
La saison 2014-2015 du GFC Ajaccio, club de football français, voit le club évoluer en Ligue 2. Le club finit à la deuxième place en championnat, accédant ainsi à la Ligue 1 alors que l'objectif du club en début de saison était d'obtenir le maintien au sein du second échelon national.

## Avant-saison
Avant d'évoluer en Ligue 2, le club change d'abord d'équipementier avec Macron le vendredi 13 juin 2014 pour 2 ans. Les nouveaux maillots ont été présentés au mois de juillet 2014.

### Matchs amicaux de préparation
Comme tous les clubs en France, le GFC dispute des matchs amicaux pour bien préparer leur championnat.

### Objectifs du club
Comme toutes les équipes, l'objectif du club est le maintien en Ligue 2

### Transferts
| Été               |                           |                |                                           |                                                            |
| Nom               | Nationalité               | Transfert      | Provenance/Destination                    | Division                                                   |
| Arrivées          |                           |                |                                           |                                                            |
| Grégory Pujol     | France                    | Transfert      | Valenciennes                              | Ligue 1                                                    |
| David Ducourtioux | France                    | Transfert      | Valenciennes                              | Ligue 1                                                    |
| Amos Youga        | République centrafricaine | Transfert      | Vannes OC                                 | National                                                   |
| Martin Fall       | Sénégal                   | Transfert      | Étoile Football Club Fréjus Saint-Raphaël | National                                                   |
| Adrien Thomasson  | France                    | Prêt           | Evian-Thonon-Gaillard                     | Ligue 1 (Mais pas encore validé par la DNCG et par la LFP) |
| Ali M'Madi        | Comores                   | Transfert      | Evian-Thonon-Gaillard                     | Ligue 1                                                    |
| Kévin Mayi        | France                    | Transfert      | ASSE                                      | Ligue 1                                                    |
| Jérémie Bréchet   | France                    | Libre          | -                                         | -                                                          |
| Khalid Boutaïb    | France                    | Transfert      | Luzenac AP                                | National                                                   |
| Départs           |                           |                |                                           |                                                            |
| Famara Diedhiou   | Sénégal                   | Transfert      | Sochaux                                   | Ligue 2                                                    |
| Olivier Vannucci  | France                    | Transfert      | Borgo Football Club                       | DH Corse                                                   |
| Étienne Rubion    | France                    | Fin de contrat | -                                         | -                                                          |
| Tristan Do        | France                    | Transfert      | BEC Tetero Sasana FC                      | Thai Premier League                                        |
| Laurent Bernardi  | France                    | Fin de contrat | -                                         | -                                                          |
| Alliou Dembélé    | France                    | Transfert      | US Boulogne                               | National                                                   |
| Anthony Colinet   | France                    | Retraite       | -                                         | -                                                          |
| Matthieu Sans     | France                    | Retour de prêt | SC Bastia                                 | Ligue 1                                                    |
| Mickaël Colloredo | France                    | Fin de contrat | -                                         | -                                                          |

Le prêt d'Adrien Thomasson est finalement annulé par le club haut-savoyard qui le garde jusqu'à la trêve hivernale pour voir s'il a évolué ou non.
Le club n'enregistre ni arrivées ni départs lors du mercato hivernal.

## Compétitions

### Championnat
La saison 2014-2015 de Ligue 2 est la soixante-seizième édition du championnat de France de football de seconde division et la treizième sous l'appellation « Ligue 2 ». La division oppose vingt clubs en une série de trente-huit rencontres (en attendant la réponse de la DNCG à propos du dossier fiscal de Luzenac). Les meilleurs de ce championnat sont promus en Ligue 1.
Les promus de la saison précédente sont le FC Metz, champion de Ligue 2 en 2014-2015, le RC Lens, et le SM Caen ; ces deux clubs retrouvent l'élite du football français 2 ans après l'avoir quittée. Les relégués de Ligue 1 2013-2014 sont le FC Sochaux, le Valenciennes Football Club et l'AC Ajaccio, qui quitte la première division 2 ans après avoir l'avoir intégrée. Les relégués de la saison précédente, la Berrichonne de Châteauroux, Istres et le CA Bastia, sont remplacés par l'US Orléans, champion de National en 2013-2014, La Berrichonne de Châteauroux, finalement repêché grâce au refus de la montée en Ligue 2 de Luzenac Ariège Pyrénées et le GFC Ajaccio.

### Résultats Ligue 2

#### Résultats auLigue 2saison 2014-2015
Les Corses finissent les matchs aller du championnat de Ligue 2 sur une très bonne note. Le classement des matchs aller est ci-dessous :
| Rang                                                                | Équipe                   | Pts | J  | G  | N  | P  | Bp | Bc | Diff |
| ------------------------------------------------------------------- | ------------------------ | --- | -- | -- | -- | -- | -- | -- | ---- |
| 1                                                                   | ES Troyes AC             | 39  | 19 | 12 | 3  | 4  | 30 | 10 | +20  |
| 2                                                                   | Dijon FCO                | 36  | 19 | 11 | 3  | 5  | 22 | 14 | +8   |
| 3                                                                   | Brest                    | 34  | 19 | 9  | 7  | 3  | 22 | 10 | +12  |
| 4                                                                   | FC Sochaux-Montbéliard R | 34  | 19 | 9  | 7  | 3  | 23 | 14 | +9   |
| 5                                                                   | GFC Ajaccio P            | 30  | 19 | 9  | 3  | 7  | 23 | 23 | 0    |
| 6                                                                   | Angers SCO               | 29  | 19 | 8  | 5  | 6  | 27 | 20 | +7   |
| 7                                                                   | Stade lavallois MFC      | 27  | 19 | 5  | 12 | 2  | 21 | 17 | +4   |
| 8                                                                   | AS Nancy-Lorraine        | 27  | 19 | 7  | 6  | 6  | 26 | 23 | +3   |
| 9                                                                   | AJ Auxerre               | 27  | 19 | 6  | 9  | 4  | 23 | 21 | +2   |
| 10                                                                  | Le Havre AC              | 24  | 19 | 6  | 6  | 7  | 24 | 22 | +2   |
| 11                                                                  | Valenciennes FC R        | 24  | 19 | 7  | 3  | 9  | 17 | 27 | -10  |
| 12                                                                  | AC Ajaccio R             | 23  | 19 | 5  | 8  | 6  | 17 | 19 | -2   |
| 13                                                                  | US Orléans LF P          | 22  | 19 | 5  | 7  | 7  | 19 | 22 | -3   |
| 14                                                                  | Nîmes Olympique          | 22  | 19 | 5  | 7  | 7  | 19 | 27 | -8   |
| 15                                                                  | Clermont FA              | 21  | 19 | 5  | 6  | 8  | 24 | 26 | -2   |
| 16                                                                  | US Créteil-Lusitanos     | 21  | 19 | 4  | 9  | 6  | 27 | 30 | -3   |
| 17                                                                  | Chamois Niortais FC      | 21  | 19 | 4  | 9  | 6  | 17 | 21 | -4   |
| 18                                                                  | Tours FC                 | 20  | 19 | 6  | 2  | 11 | 27 | 30 | -3   |
| 19                                                                  | LB Châteauroux           | 16  | 19 | 3  | 7  | 9  | 16 | 29 | -13  |
| 20                                                                  | AC Arles-Avignon         | 11  | 19 | 2  | 5  | 12 | 14 | 33 | -19  |
| - Promotion en Ligue 1 2015-2016 - Relégation en National 2015-2016 |                          |     |    |    |    |    |    |    |      |

En conclusion, les ajacciens du Gazélec ont été très bien classés lors de la phase aller en se classant 5e, et ils sont promus ne l'oublions pas, l'ESTAC Troyes finit, quant à lui, champion d'automne.

#### Résultats de la phase retour
Le Gazélec d'Ajaccio a plutôt bien commencé cette phase retour et peut espérer une montée en Ligue 1 la saison prochaine s'il continue sur cette lancée. Ce début de deuxième partie de saison est marqué par une victoire historique lors du derby d'Ajaccio, 0-3. Troyes-GFCO Ajaccio a failli ne pas se terminer car le match s'est transformé en bagarre et l'arbitre a arrêté le match. Mais après plusieurs protestations, le match a finalement repris alors qu'il restait 2 minutes dans le temps additionnel.
Lors du match de la peur, contre le Angers SCO, le SCO est 4e alors que le Gazélec, lui, est 6e, l'objectif de ces deux clubs est bien entendu de viser le podium. Le Gazélec l'emporte 1-0 grâce au Centrafricain Amos Youga, la recrue vannetaise, et passe ainsi 2e avant le match de Brest et de Sochaux, reversant ainsi le SCO à la 5e place. Le Gazélec d'Ajaccio affronte une nouvelle fois un club cette fois-ci sur le podium, le Dijon FCO, 3e à domicile après deux revers. Les Corses repartent de Dijon avec un très bon point du nul sur le score d'un but partout. David Ducourtioux aurait même pu marquer un but incroyable d'environ 30 mètres si le gardien Baptiste Reynet, n'avait pas arrêté cette balle juste sous la transversale. Mais le Gazélec s'écroule totalement au Costières, à Nîmes 2-0 avec un non-match. Mais se rassurera en battant par la suite dans un stade d'Ange-Casanova plein comme un neuf, contre l'AS Nancy-Lorraine sur le score de 1-0 grâce à un magnifique lob tout juste à l'extérieur de la surface de Mohamed Larbi. Lors du match Arles-Avignon-Gazélec Football Club Ajaccio, à la 89e minute, un joueur d'Arles-Avignon propulse le ballon de la tête mais est sauvé sur la ligne par un défenseur du Gazélec. Malgré protestations des Arlésiens, après ralenti, on voit bien que le ballon n'a pas franchi la ligne, un 0-0 ennuyant et du coup passe 4e avant même le match Brest-Laval. Les Ajacciens s'en tirent bien car Laval rapporte un très bon point de Brest en faisant 0-0 et reste donc du coup à un point des finistériens. Après la victoire de l'ESTAC sur le terrain du Dijon Football Côte-d'Or 0-1 à la 90e minute grâce à une frappe splendide au ras du poteau de Stéphane Darbion, les Ajacciens peuvent carrément espérer être 2e s'ils s'imposent face à Brest ! Qui lui aussi est un prétendant à la montée toute comme l'Association sportive Nancy-Lorraine, le FC Sochaux-Montbéliard ou le Stade lavallois Mayenne Football Club par exemple. Ils sont 11 à vouloir prétendre à la montée, 11 pour 3 places, sinon il faut un exploit incroyable pour que le 12e, Chamois niortais football club monte en Ligue 1. Le Gazélec est donc en très très bonne position pour prétendre à la montée en Ligue 1 la saison prochaine avant le match de lundi soir. Les Ajacciens commencent pourtant très bien ce début de rencontre grâce à une reprise de volée magnifique signée Kévin Mayi, Les Brestois réagissent grâce à un magnifique retourné acrobatique signé Gaëtan Courtet et le deuxième et remplaçant gardien du Gazélec, Jules Goda fait un arrêt magnifique et l'arrête sous la barre. Les Brestois égalisent grâce à un but gag et un csc signé Pablo Martínez sur un centre brestois alors que Jules Goda lui avait parlé !
Le gardien avait glissé deux fois et aurait pu arrêter le ballon sans ces deux glissades et a finalement arrêté le ballon mais malheureusement pour les Ajacciens juste après que le ballon a franchi la ligne. En deuxième mi-temps, il n'y aura aucun but marqué et le Gazélec rate de faire le break de cette journée car tous ces concurrents directs sauf Troyes et Brest ont perdu. Ils sont quand même 3e et relègue dans le même temps Dijon à la 5e place, qui était 2e avant la 30e journée. Le SCO quant à lui, est 3e, tandis que Brest n'a pas changé au classement et reste quatrième. Ils repassent 2e et doublent Angers grâce à cette belle victoire dans les toutes dernières minutes à Châteauroux. Face à un adversaire prétendant toujours à la montée dans l'élite du football français, le Football Club Sochaux-Montbéliard, le Gazélec réalise nu super match et s'impose logiquement grâce à une victoire nette et sans bavure 3-0 avec deux buts de 2 défenseurs, notamment un ex-joueur sochalien Jérémie Bréchet après seulement 5 minutes de jeu et le Gazélec qui n'est plus que jamais dauphin de l'ESTAC Troyes à seulement six journées de la fin du championnat de Ligue 2 2014-2015... Le Gazélec continue d'impressionner cette saison en s'imposant à Le Basser, à Laval 0-2 et inflige la deuxième défaite de Laval cette saison à domicile. Le Gazélec enchaîne ensuite deux matchs nuls sans vraiment briller mais restent quand même toujours deuxième devant le SCO et le 4e à 5 longueurs d'avance. Le 9 avril 2015, les Gaziers se déplacent à Créteil à Duvauchelle pour y affronter l'US Créteil-Lusitanos. Si le Gazélec s'impose, alors les Ajacciens s'assureraient de monter en Ligue 1 la saison prochaine ! Ce qui serait historique pour le club qui était outsider au début de saison. De l'autre côté, les Cristoliens eux, ont seulement besoin d'un point pour se maintenir en Ligue 2 et s'assurer deux derniers matchs tranquilles. Le début de match commence pourtant très très mal pour les Ajacciens qui concèdent un but d'entrée à l'image de Augusto Pereira Loureiro après seulement 4 minutes de jeu. Les Ajacciens égalisent finalement sur un penalty marqué par Mohamed Larbi après 31 minutes de jeu. Les Gaziers sont soutenus par 320 supporters ajacciens venus en nombre en région parisienne pour fêter la montée en Ligue 1. Les Ajacciens loupent l'occasion de monter en Ligue 1 en faisant match nul 1-1 à Créteil. Dans l'autre camp, Créteil se maintient en Ligue 2. Maintenant ils affrontent les Chamois niortais. L'équation est toute simple, si les Corses ne perdent pas, alors ils montent en Ligue 1, sinon tout se jouera à Valenciennes au Stade du Hainaut qui se bat pour rester en Ligue 2 la saison prochaine. Les Gaziers montent officiellement en Ligue 1 à la suite de leur victoire face à Niort 3-2. Mais ils leur reste encore un dernier match, au Stade du Hainaut contre le Valenciennes Football Club plein comme un œuf. Si les Valenciennois gagnent alors ils se maintiennent en Ligue 2, sinon ils attendront le résultat de l'AC Ajaccio ou de l'US Orléans pour savoir s'ils sont maintenus ou non. Les Gaziers commencent pourtant très bien le début de match grâce à une superbe action et un but de Kévin Mayi, le joueur prêté par le club stéphanois. À ce moment-là, les Valenciennois sont relégués en National. Mais finalement les Corses encaisseront deux buts en seconde période par l'intermédiaire de Slidja et de Mbenza. Les Corses finissent très mal leur saison et les Valenciennois, eux, se maintiennent en Ligue 2.
Voici le classement final de cette saison 2014-2015 de la Ligue 2 :
| Rang                                                                | Équipe                   | Pts | J  | G  | N  | P  | Bp | Bc | Diff |
| ------------------------------------------------------------------- | ------------------------ | --- | -- | -- | -- | -- | -- | -- | ---- |
| 1                                                                   | ES Troyes AC             | 78  | 38 | 24 | 6  | 8  | 61 | 24 | +37  |
| 2                                                                   | GFC Ajaccio P            | 65  | 38 | 18 | 11 | 9  | 49 | 37 | +12  |
| 3                                                                   | Angers SCO               | 64  | 38 | 18 | 10 | 10 | 47 | 30 | +17  |
| 4                                                                   | Dijon FCO                | 61  | 38 | 17 | 10 | 11 | 44 | 34 | +10  |
| 5                                                                   | AS Nancy-Lorraine        | 58  | 38 | 15 | 13 | 10 | 53 | 39 | +14  |
| 6                                                                   | Stade brestois           | 57  | 38 | 14 | 15 | 9  | 41 | 27 | +14  |
| 7                                                                   | Le Havre AC              | 55  | 38 | 14 | 13 | 11 | 47 | 37 | +10  |
| 8                                                                   | Stade lavallois MFC      | 54  | 38 | 11 | 21 | 6  | 41 | 34 | +7   |
| 9                                                                   | AJ Auxerre               | 52  | 38 | 12 | 16 | 10 | 48 | 42 | +6   |
| 10                                                                  | FC Sochaux-Montbéliard R | 52  | 38 | 13 | 13 | 12 | 39 | 37 | +2   |
| 11                                                                  | Chamois Niortais FC      | 50  | 38 | 11 | 17 | 10 | 41 | 42 | -1   |
| 12                                                                  | Clermont FA              | 49  | 38 | 12 | 13 | 13 | 43 | 47 | -4   |
| 13                                                                  | Nîmes Olympique          | 46  | 38 | 12 | 10 | 16 | 44 | 57 | -13  |
| 14                                                                  | US Créteil-Lusitanos     | 45  | 38 | 10 | 15 | 13 | 44 | 52 | -8   |
| 15                                                                  | Tours FC                 | 44  | 38 | 12 | 8  | 18 | 49 | 54 | -5   |
| 16                                                                  | Valenciennes FC R        | 42  | 38 | 10 | 12 | 16 | 34 | 51 | -17  |
| 17                                                                  | AC Ajaccio R             | 41  | 38 | 9  | 14 | 15 | 32 | 42 | -10  |
| 18                                                                  | US Orléans LF P          | 40  | 38 | 9  | 13 | 16 | 36 | 47 | -11  |
| 19                                                                  | LB Châteauroux           | 32  | 38 | 7  | 11 | 20 | 31 | 63 | -32  |
| 20                                                                  | AC Arles-Avignon         | 30  | 38 | 7  | 9  | 22 | 31 | 59 | -28  |
| - Promotion en Ligue 1 2015-2016 - Relégation en National 2015-2016 |                          |     |    |    |    |    |    |    |      |

### Leader (journée par journée)
Donc en conclusion, le Gazélec monte en Ligue 1 pour la première fois de leur histoire alors que l'ESTAC Troyes, lui, est champion pour la première fois de son histoire.

## Statistiques

### Classement des buteurs
| #   | Buteur            | Club                       | Buts Note 1 | Pen. Note 1 | Pas. Note 2 | J Note 3 | Min. Note 4 | Pts. Note 5 |
| --- | ----------------- | -------------------------- | ----------- | ----------- | ----------- | -------- | ----------- | ----------- |
| 1   | Mickaël Le Bihan  | Le Havre AC                | 18          | 2           | 1           | 16       | 2922        | 35          |
| 2   | Seydou Koné       | Chamois niortais           | 15          | 2           | 4           | 13       | 2940        | 22          |
| 3   | Jonathan Kodjia   | Angers SCO                 | 15          | 3           | 1           | 11       | 2308        | 24          |
| 4   | Youssouf Hadji    | AS Nancy-Lorraine          | 14          | 0           | 3           | 11       | 2264        | 22          |
| 5   | Karl Toko-Ekambi  | FC Sochaux-Montbéliard     | 14          | 2           | 2           | 11       | 2945        | 24          |
| 6   | Youssef Adnane    | Tours FC/Stade brestois 29 | 13          | 1           | 3           | 12       | 2563        | 8           |
| 7   | Anthony Le Tallec | Valenciennes FC            | 13          | 4           | 3           | 12       | 2796        | 17          |
| 8   | Nicolas Fauvergue | AC Ajaccio                 | 12          | 1           | 2           | 12       | 2983        | 20          |
| 9   | Mana Dembélé      | AS Nancy-Lorraine          | 12          | 3           | 2           | 8        | 1772        | 17          |
| 10  | 4 joueurs         |                            | 11          |             |             |          |             |             |
| 14  | 2 joueurs         |                            | 10          |             |             |          |             |             |
| 16  | 2 joueurs         |                            | 9           |             |             |          |             |             |
| 18  | 5 joueurs         |                            | 8           |             |             |          |             |             |
| 23  | 5 joueurs         |                            | 7           |             |             |          |             |             |
| 28  | 18 joueurs        |                            | 6           |             |             |          |             |             |
| 46  | 18 joueurs        |                            | 5           |             |             |          |             |             |
| 64  | 23 joueurs        |                            | 4           |             |             |          |             |             |
| 87  | 24 joueurs        |                            | 3           |             |             |          |             |             |
| 111 | 50 joueurs        |                            | 2           |             |             |          |             |             |
| 161 | 81 joueurs        |                            | 1           |             |             |          |             |             |

| Source : classement des buteurs sur le site de la LFP 1 : Nombre de buts inscrits (+) avec nombre de pénaltys (-) 2 : Nombre de passes décisives (+) 3 : Nombre de matchs durant lequel le joueur a marqué (+) 4 : Temps de jeu total en minutes (-) 5 : Nombre de points du club du buteur (+) |

### Classement des passeurs
|     | Passeur          | Club              | Pas. Note 1 | CPA. Note 1 | J Note 2 | Min. Note 3 |
| --- | ---------------- | ----------------- | ----------- | ----------- | -------- | ----------- |
| 1   | Johan Cavalli    | AC Ajaccio        | 11          | 3           | 10       | 2499        |
| 2   | Florian Martin   | Chamois niortais  | 11          | 6           | 11       | 3206        |
| 3   | Maurice Dalé     | AS Nancy-Lorraine | 10          | 2           | 6        | 2839        |
| 4   | Benjamin Nivet   | ESTAC Troyes      | 8           | 0           | 7        | 2087        |
| 5   | Julio Tavarès    | Dijon FCO         | 7           | 0           | 6        | 2584        |
| 6   | Alexandre Bonnet | Havre AC          | 6           | 0           | 6        | 2639        |
| 7   | Rémy Dugimont    | Clermont Foot 63  | 6           | 1           | 5        | 1710        |
| 8   | Loïc Puyo        | US Orléans        | 6           | 6           | 6        | 1455        |
| 9   | 11 joueurs       |                   | 5           |             |          |             |
| 20  | 22 joueurs       |                   | 4           |             |          |             |
| 42  | 19 joueurs       |                   | 3           |             |          |             |
| 61  | 50 joueurs       |                   | 2           |             |          |             |
| 111 | 103 joueurs      |                   | 1           |             |          |             |

| Source : classement des passeurs sur le site de la LFP 1 : Nombre de passes décisives (+) dont coups de pied arrêtés (-) 2 : Nombre de matchs joués (+) 3 : Temps de jeu total en minutes (-) |

### Évolution du classement
| Journées / Clubs | 1  | 2  | 3  | 4  | 5  | 6  | 7  | 8  | 9  | 10 | 11 | 12 | 13 | 14 | 15 | 16 | 17 | 18 | 19 | 20 | 21 | 22 | 23 | 24 | 25 | 26 | 27 | 28 | 29 | 30 | 31 | 32 | 33 | 34 | 35 | 36 | 37 | 38 | Journées promu | Journées relégable |
|                  |    |    |    |    |    |    |    |    |    |    |    |    |    |    |    |    |    |    |    |    |    |    |    |    |    |    |    |    |    |    |    |    |    |    |    |    |    |    |                |                    |
| ---------------- | -- | -- | -- | -- | -- | -- | -- | -- | -- | -- | -- | -- | -- | -- | -- | -- | -- | -- | -- | -- | -- | -- | -- | -- | -- | -- | -- | -- | -- | -- | -- | -- | -- | -- | -- | -- | -- | -- | -------------- | ------------------ |
| Troyes           | 6  | 1  | 1  | 1  | 1  | 2  | 2  | 2  | 2  | 2  | 3  | 2  | 3  | 4  | 3  | 3  | 2  | 1  | 1  | 1  | 1  | 1  | 1  | 1  | 1  | 1  | 1  | 1  | 1  | 1  | 1  | 1  | 1  | 1  | 1  | 1  | 1  | 1  | 36             |                    |
| GFC Ajaccio      | 2  | 2  | 12 | 4  | 9  | 13 | 9  | 5  | 3  | 5  | 2  | 5  | 5  | 6  | 5  | 6  | 6  | 5  | 5  | 5  | 4  | 4  | 6  | 3  | 3  | 2  | 5  | 4  | 4  | 3  | 2  | 2  | 2  | 2  | 2  | 2  | 2  | 2  | 16             |                    |
| Angers           | 14 | 9  | 10 | 11 | 4  | 3  | 4  | 6  | 8  | 6  | 8  | 6  | 8  | 7  | 8  | 9  | 7  | 7  | 6  | 6  | 6  | 6  | 4  | 5  | 4  | 3  | 3  | 2  | 2  | 2  | 3  | 3  | 3  | 3  | 3  | 3  | 3  | 3  | 14             |                    |
| Dijon            | 8  | 5  | 5  | 3  | 2  | 1  | 1  | 1  | 1  | 1  | 1  | 1  | 1  | 3  | 2  | 1  | 1  | 2  | 2  | 2  | 2  | 5  | 3  | 4  | 5  | 4  | 4  | 3  | 3  | 5  | 6  | 5  | 5  | 4  | 4  | 5  | 5  | 4  | 21             |                    |
| Nancy            | 8  | 5  | 6  | 8  | 12 | 12 | 7  | 3  | 4  | 4  | 5  | 4  | 4  | 2  | 4  | 4  | 5  | 6  | 8  | 8  | 9  | 9  | 9  | 7  | 6  | 6  | 7  | 9  | 8  | 6  | 8  | 8  | 6  | 6  | 5  | 4  | 4  | 5  | 2              |                    |
| Brest            | 5  | 5  | 7  | 12 | 5  | 5  | 3  | 4  | 6  | 3  | 4  | 3  | 2  | 1  | 1  | 2  | 3  | 3  | 3  | 3  | 2  | 2  | 2  | 2  | 2  | 5  | 2  | 5  | 5  | 4  | 4  | 4  | 4  | 5  | 6  | 6  | 6  | 6  | 17             |                    |
| Le Havre         | 19 | 17 | 20 | 13 | 13 | 16 | 12 | 7  | 5  | 7  | 6  | 7  | 6  | 8  | 9  | 7  | 10 | 11 | 10 | 11 | 11 | 11 | 11 | 10 | 11 | 9  | 11 | 10 | 10 | 11 | 10 | 10 | 9  | 7  | 7  | 7  | 7  | 7  |                | 2                  |
| Laval            | 8  | 15 | 16 | 17 | 16 | 17 | 15 | 8  | 9  | 9  | 11 | 10 | 9  | 10 | 10 | 11 | 11 | 8  | 7  | 7  | 7  | 7  | 8  | 9  | 9  | 8  | 9  | 11 | 11 | 10 | 11 | 9  | 10 | 11 | 11 | 11 | 10 | 8  |                |                    |
| Auxerre          | 2  | 2  | 11 | 14 | 15 | 9  | 13 | 13 | 10 | 10 | 12 | 9  | 10 | 9  | 7  | 7  | 8  | 9  | 9  | 9  | 8  | 8  | 7  | 8  | 8  | 10 | 8  | 6  | 9  | 8  | 7  | 7  | 8  | 9  | 8  | 8  | 8  | 9  | 2              |                    |
| Sochaux          | 16 | 11 | 14 | 15 | 18 | 19 | 13 | 13 | 11 | 11 | 7  | 8  | 7  | 5  | 6  | 5  | 4  | 4  | 4  | 4  | 5  | 3  | 5  | 6  | 7  | 7  | 6  | 7  | 6  | 7  | 5  | 6  | 7  | 8  | 9  | 9  | 9  | 10 | 1              | 2                  |
| Niort            | 8  | 13 | 7  | 8  | 9  | 10 | 6  | 11 | 7  | 8  | 9  | 11 | 11 | 15 | 17 | 13 | 14 | 16 | 17 | 17 | 18 | 18 | 16 | 16 | 16 | 13 | 14 | 12 | 12 | 12 | 12 | 12 | 12 | 10 | 10 | 10 | 11 | 11 |                | 2                  |
| Clermont         | 15 | 14 | 18 | 19 | 20 | 18 | 18 | 19 | 17 | 18 | 17 | 18 | 17 | 17 | 15 | 17 | 17 | 14 | 15 | 15 | 16 | 15 | 15 | 15 | 15 | 16 | 16 | 17 | 15 | 14 | 13 | 13 | 13 | 13 | 12 | 12 | 12 | 12 |                | 8                  |
| Nîmes            | 4  | 4  | 4  | 6  | 7  | 7  | 16 | 9  | 13 | 12 | 10 | 13 | 13 | 12 | 12 | 14 | 15 | 17 | 14 | 10 | 10 | 10 | 10 | 11 | 10 | 11 | 10 | 8  | 7  | 9  | 9  | 11 | 11 | 12 | 13 | 13 | 13 | 13 |                |                    |
| Créteil          | 18 | 8  | 9  | 10 | 10 | 8  | 11 | 16 | 12 | 16 | 15 | 15 | 16 | 18 | 16 | 16 | 13 | 15 | 16 | 16 | 12 | 12 | 12 | 12 | 13 | 14 | 12 | 13 | 13 | 13 | 14 | 14 | 14 | 14 | 14 | 14 | 14 | 14 |                | 2                  |
| Tours            | 1  | 9  | 2  | 7  | 11 | 14 | 10 | 15 | 18 | 19 | 19 | 20 | 20 | 20 | 19 | 19 | 18 | 18 | 18 | 18 | 17 | 17 | 18 | 18 | 18 | 18 | 18 | 18 | 18 | 18 | 18 | 18 | 15 | 15 | 15 | 15 | 15 | 15 | 2              | 22                 |
| Valenciennes     | 19 | 16 | 19 | 20 | 19 | 20 | 20 | 17 | 15 | 14 | 16 | 17 | 14 | 13 | 13 | 10 | 9  | 10 | 11 | 13 | 15 | 16 | 17 | 17 | 17 | 17 | 17 | 16 | 16 | 16 | 17 | 15 | 16 | 16 | 16 | 16 | 16 | 16 |                | 6                  |
| AC Ajaccio       | 12 | 18 | 13 | 5  | 6  | 6  | 8  | 12 | 16 | 15 | 14 | 12 | 12 | 11 | 11 | 12 | 12 | 12 | 12 | 12 | 14 | 13 | 14 | 14 | 14 | 15 | 15 | 15 | 17 | 17 | 15 | 16 | 17 | 18 | 18 | 18 | 17 | 17 |                | 4                  |
| Orléans          | 6  | 12 | 3  | 2  | 3  | 4  | 5  | 10 | 14 | 13 | 13 | 14 | 15 | 14 | 14 | 15 | 16 | 13 | 13 | 14 | 13 | 14 | 13 | 13 | 12 | 12 | 13 | 14 | 14 | 15 | 16 | 17 | 18 | 17 | 17 | 17 | 18 | 18 | 3              | 3                  |
| Châteauroux      | 16 | 20 | 15 | 16 | 14 | 15 | 19 | 20 | 20 | 17 | 18 | 16 | 18 | 16 | 18 | 18 | 19 | 19 | 19 | 19 | 19 | 19 | 19 | 19 | 19 | 19 | 19 | 19 | 20 | 20 | 20 | 20 | 19 | 19 | 19 | 19 | 19 | 19 |                | 30                 |
| Arles-Avignon    | 12 | 18 | 17 | 18 | 17 | 11 | 17 | 18 | 19 | 20 | 20 | 19 | 19 | 19 | 20 | 20 | 20 | 20 | 20 | 20 | 20 | 20 | 20 | 20 | 20 | 20 | 20 | 20 | 19 | 19 | 19 | 19 | 20 | 20 | 20 | 20 | 20 | 20 |                | 33                 |

### Buts marqués par journée
Ce graphique représente le nombre de buts marqués lors de chaque journée.
855 buts (dont 63 sur penalty) ont été marqués durant la saison, soit en moyenne 22,5 par journée et 2,25 par match.

### Plus grosses affluences de la saison
(mai 2015).
| Rang | Match                                   | Journée | date     | Affluence |
| ---- | --------------------------------------- | ------- | -------- | --------- |
| 1    | AS Nancy Lorraine - Angers SCO          | J37     | 15.05.15 | 19 633    |
| 2    | Valenciennes FC - GFCO Ajaccio          | J38     | 22.05.15 | 19 308    |
| 3    | ES Troyes AC - Valenciennes FC          | J10     | 03.10.14 | 16 908    |
| 4    | Angers SCO - Nîmes Olympique            | J38     | 22.05.15 | 16 872    |
| 5    | AS Nancy Lorraine - US Créteil          | J14     | 10.11.14 | 16 544    |
| 6    | AS Nancy Lorraine - Le Havre AC         | J12     | 27.10.14 | 16 512    |
| 7    | AS Nancy Lorraine - ES Troyes AC        | J33     | 24.04.15 | 16 053    |
| 8    | AS Nancy Lorraine - Chamois Niortais FC | J31     | 10.04.15 | 15 363    |
| 9    | AS Nancy Lorraine - Clermont Foot       | J18     | 19.12.14 | 14 875    |
| 10   | AS Nancy Lorraine - GFC Ajaccio         | J10     | 03.10.14 | 14 743    |

### Affluences journée par journée
Ce graphique représente le nombre de spectateurs lors de chaque journée.
2 340 230 spectateurs ont assisté aux matchs de Ligue 2 tout au long de la saison 2014-2015, soit une moyenne de 61 585 par journée et de 6 159 par match.

### Bilan de la saison
- Meilleure attaque : ES Troyes AC : 61 buts marqués.
- Meilleure défense : ES Troyes AC : 24 buts encaissés.
- Premier but de la saison :  Corentin Jean   9e pour l'ESTAC Troyes contre Châteauroux (0-1), le 1er août 2014.
- Dernier but de la saison :  Henri Bienvenu   84e pour l'ESTAC Troyes contre Châteauroux (4-1), le 22 mai 2015.
- Premier but contre son camp :  Cheikh Ndoye   45+1e pour l'US Créteil-Lusitanos en faveur de Tours FC (4-2), le 1er août 2014.
- Premier penalty :  Vincent Gragnic   52e pour l'AJ Auxerre contre Le Havre AC (2-0), le 1er août 2014.
- Premier but sur coup franc direct :  Harry Novillo   49e pour le Clermont Foot contre le GFC Ajaccio, le 22 août 2014.
- Premier doublé :  Jean-Michel Lesage   35e   53e pour l'US Créteil-Lusitanos contre le Tours FC (4-2), le 1er août 2014.
- Premier quadruplé : Mana Dembélé  15e   36e   51e   66e pour l'AS Nancy-Lorraine contre Châteauroux le 19 septembre 2014
- But le plus rapide d'une rencontre :  Larsen Touré   1re pour l'AC Arles-Avignon contre le Nîmes Olympique (2-2), le 29 août 2014.

### Coupe de France
La coupe de France 2014-2015 est la 96e édition de la coupe de France, une compétition à élimination directe mettant aux prises les clubs de football amateurs et professionnels à travers la France métropolitaine et les DOM-TOM. Elle est organisée par la FFF et ses ligues régionales.
| Date          | Tour    | Adversaire  | Lieu  | Résultat | Buteurs pour Ajaccio | Affluence         | Diffuseur |                                                                               |
| ------------- | ------- | ----------- | ----- | -------- | -------------------- | ----------------- | --------- | ----------------------------------------------------------------------------- |
| novembre 2014 | 7e tour | Arras (CFA) | Arras | 2-0      | -                    | à guichets fermés | -         | Les buteurs arrageois sont Damien Forestier (55e) puis Vincent Lamiaux (77e). |

Le Gazélec d'Ajaccio est éliminé dès son entrée en lice, comme en 2012-2013, lors de son élimination à Saint-Louis 2-0.

### Coupe de la ligue
La Coupe de la Ligue 2014-2015 est la 19e édition de la Coupe de la Ligue, compétition à élimination directe organisée par la Ligue de football professionnel (LFP) depuis 1994, qui rassemble uniquement les clubs professionnels de Ligue 1, Ligue 2 et National.
| Date               | Tour | Adversaire | Lieu         | Résultat             | Buteurs                                      | Affluence                      | Diffuseur |
| ------------------ | ---- | ---------- | ------------ | -------------------- | -------------------------------------------- | ------------------------------ | --------- |
| mardi 12 août 2014 | 1er  | Brest      | Ext. (Brest) | 1-1 (2-4 aux t.a.b.) | Mohamed Larbi (GFCA) 64e, Bruno Grougi 90e+1 | 4 917 spectateurs (0 visiteur) | LFP       |

| Date               | Tour | Adversaire | Lieu           | Résultat | Buteurs                                                                           | Affluence                        | Diffuseur |
| ------------------ | ---- | ---------- | -------------- | -------- | --------------------------------------------------------------------------------- | -------------------------------- | --------- |
| mardi 26 août 2014 | 2e   | Créteil    | Ext. (Créteil) | 2-1      | Ibrahima Seck 34e (Créteil), Julien François 45e+1 (GFCO), Frédéric Piquionne 80e | 1 812 spectateurs (18 visiteurs) | LFP       |

## Jeunes
L'équipe U19 du GFCO Ajaccio joue dans le championnat Elite Corse, plus haut niveau régional. 10 clubs jouent dans cette division. Les promus montent et les relégués descendent en U19 Excellence
Le classement actuel du championnat est ainsi :
(mis à jour le 24 mai 2015)
| Rang | Équipe                        | Pts | J  | G  | N | P  | Bp | Bc | Diff  |
| ---- | ----------------------------- | --- | -- | -- | - | -- | -- | -- | ----- |
| 1    | Gazélec Football Club Ajaccio | 65  | 18 | 15 | 2 | 1  | 76 | 22 | +54   |
| 2    | AS Casinca                    | 58  | 18 | 12 | 4 | 2  | 44 | 21 | +23   |
| 3    | Aléria/Prunelli               | 54  | 18 | 11 | 3 | 4  | 45 | 20 | +25   |
| 4    | Bastelicaccia                 | 49  | 18 | 10 | 1 | 7  | 42 | 34 | +8    |
| 5    | Gallia Club Lucciana          | 41  | 18 | 7  | 2 | 9  | 38 | 46 | -8    |
| 6    | Borgo Football Club           | 40  | 18 | 5  | 7 | 6  | 27 | 40 | -13   |
| 7    | Bocognano/Gravona             | 38  | 18 | 5  | 5 | 8  | 31 | 37 | -6    |
| 8    | Afa                           | 35  | 18 | 5  | 2 | 11 | 33 | 49 | -16   |
| 9    | CA Bastia                     | 31  | 18 | 3  | 4 | 11 | 25 | 58 | -33   |
| 10   | Ghisonaccia                   | 21  | 18 | 1  | 2 | 13 | 20 | 45 | -25 * |

- Le club de Ghisonaccia a déclaré forfait, par conséquent, la Ligue Corse lui inflige 3 points de pénalité et modifie aussi leur classement. Ils redéclareront forfait une nouvelle fois lors du dernier match contre le leader

Les matchs des U19 du Gazélec d'Ajaccio sont ici :
Les U19 du Gazélec d'Ajaccio perdent leur première place au classement à la suite de leur défaite 3-2 face à leur adversaire direct sur leur seule défaite de la saison. Le Gazélec reprend enfin la tête après leur tranquille victoire face à Lucciana, 4-2. Tanis que l'AS Casinca; lui, fait le chemin inverse en passant 2e et dauphin du Gazélec Football Club Ajaccio avec leur unique défaite de la saison. Ils commencent à prendre le large lors de leur victoire nette et sans appel 6-2 contre le 4e, Bastelicaccia et profite dans le même temps de l'AS Casinca lors d'une improbable défaite à Afa, 5-0 et d'un nul de Aléria/Prunelli (toujours en course pour le titre et pour la montée) contre le Borgo FC 2-2 pour respirer un petit peu plus à seulement 6 journées de la fin du championnat. Les jeunes U19 font comme les Seniors car ils réalisent une nouvelle fois une sacrée performance devant son public en s'imposant sans trop forcer 5 buts à 3 face à une équipe de Bocognano/Gravona très très fébrile notamment en défense. Le Gazélec Football Club Ajaccio U19 est donc champion de U19 Élite.
L'équipe U19 participe également à la Coupe Gambardella 2014-2015, mais est malheureusement éliminé dès leur entrée en lice, à avoir le 1er tour fédéral aux tirs au but par Alès lors que le club alésien évolue une division en dessous ! Le Gazélec ouvre pourtant le score très rapidement avant d'en inscrire un deuxième quelques minutes après mais les Corses encaisseront deux buts juste après la demi-heure de jeu par Anthony Leclercq puis juste avant la mi-temps. But marqué par Miloud Zubaï. La Coupe est déjà terminée pour eux, à peine commencée. Le match a eu lieu au stade Ange-Camilli, un stade synthétique avec une seule tribune et homologué jusqu'en PH.

Stades du GFCO Ajaccio
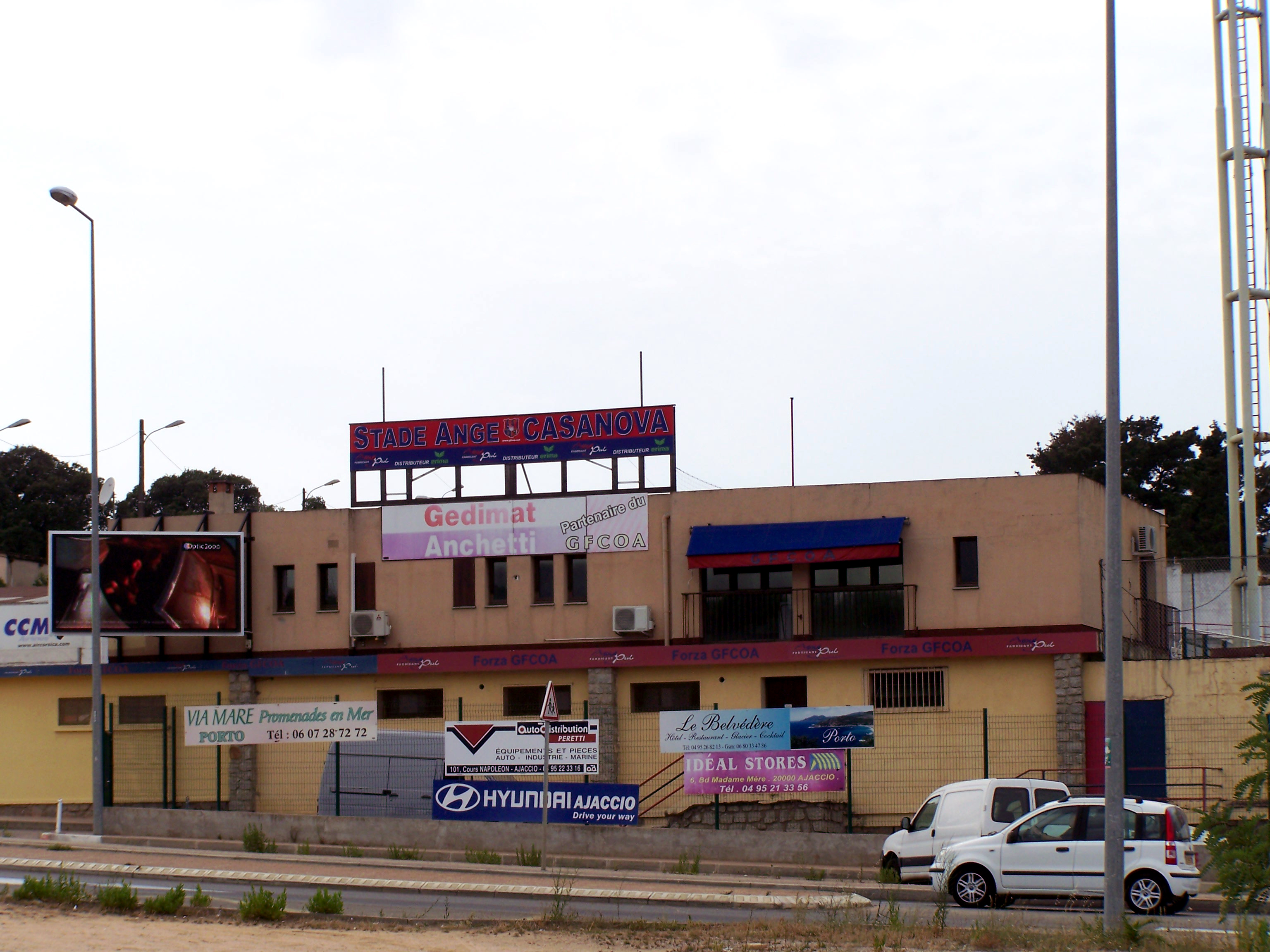
Stade Ange-Casanova : Stade que les Seniors utilisent depuis la création du club

Pour le terrain des U19, voir sur ce site : http://www.ajaccio.fr/Les-Stades_a239.html

## Équipe réserve
Le Gazélec d'Ajaccio ne compte pas d'équipe réserve